# Raju, gentleman w każdym calu
Raju, gentleman w każdym calu (oryg. Raju Ban Gaya Gentleman / राजू बन गया जेन्टलमेन) – indyjski komediodramat z elementami musicalu z 1992 roku w reżyserii Aziza Mirzy z Shah Rukh Khanem i Juhi Chawlą w rolach głównych. Cała trójka w przyszłości założy wytwórnię filmową "Unlimited Dreams", tworząc razem np. Moje serce bije po indyjsku. 
Tematem filmu o Raju jest dążenie do sławy i pieniędzy, cena, jaka się za to płaci i nie tylko wzbudzenie, ale i utrzymanie miłości. Zdjęcia kręcono w Mumbaju.

## Fabuła
Raju (Shah Rukh Khan) świeżo upieczony inżynier w Dardżyling w Himalajach rusza na podbój świata, wyjeżdża z Bengalu do Mumbaju marząc o karierze w wielkim mieście. Na miejscu daremnie szuka swojego dalekiego krewnego, bezradny i bezdomny nocuje w końcu w świątyni. Tam spotyka Jai (Nana Patekar), poetę i filozofa, który zarabia na ulicach rozbawiając lub poruszając ludzi swoimi opowieściami. Bierze on naiwnego przybysza z prowincji pod swoją opiekę, pomaga mu załatwić nocleg, staje się jego przewodnikiem duchowym w wielkim mieście. Raju codziennie stara się znaleźć pracę, niestety bez doświadczenia i znajomości okazuje się to bardzo trudne. Stopniowo rozgoryczony traci złudzenia. Pociechę znajduje w przyjaźni z piękną Renu (Juhi Chawla). Młodzi zakochują się w sobie. Renu pomaga Raju znaleźć pracę w firmie swojego szefa Chabbria. Już w rozmowie wstępnej udaje się Raju miło zaskoczyć szefa swoimi pomysłami wzbudzając jednocześnie zawiść w innych pracownikach. Raju pnie się po stopniach kariery korzystając też z pomocy zakochanej w nim córki szefa Sapny. Otacza go zbytek i zawiść ludzka. Pieniądze i sukces zmieniają pełnego radości życia naiwnego prowincjusza. Stoi przed wyborem między karierą a miłością.

## Obsada
- Shahrukh Khan – Raj Mathur
- Juhi Chawla – Renu
- Amrita Singh – Sapna
- Nana Patekar – Jai
- Sameer Chitre – Deepak
- Navin Nischol – Sapnas Vater
- Rishi Kapoor – gościnnie

## Muzyka filmowa
Twórcą muzyki i piosenek jest braterski duet Jatin-Lalit, znany z komponowania do takich filmów, jak m.in. Żona dla zuchwałych (1995), Miłość czy pieniądze? (1997), Coś się dzieje (1998), Poświęcenie (1999), Miłość żyje wiecznie (2000), Czasem słońce, czasem deszcz (2001), Chalte Chalte – Blisko siebie (2003) czy Fanaa (2006).
1. "Dil Hai Mera Deewana"
2. "Kya Hua (loveria)"
3. "Raju Ban Gaya Gentleman"
4. "Seene Mein Dil Hai"

## Nagrody i nominacje
- Nana Patekar - nominacja do Nagrody Filmfare dla najlepszego aktora drugoplanowego